# 콤니노스가
콤니노스가(중세 그리스어: Κομνηνός)는 11-12세기 동안 동로마 제국을 통치한 그리스계 귀족 가문이다. 초대 통치자인 이사키오스 1세 콤니노스는 1057년부터 1059년까지 군림했다. 1081년 알렉시오스 1세 콤니노스가 다시 집권하여 1185년 안드로니코스 1세 콤니노스로 끝날 때까지 104년간 통치를 이어갔다. 13세기에는 트라페준타 제국을 세워 1204년부터 1461년까지 통치했다. 당시에는 일반적으로 대콤니노이(Μεγαλοκομνηνοί, 메갈로콤니노이)로 불렸는데, 이는 게오르기오스 콤니노스와 그의 후계자들이 공식적으로 채택하여 사용한 양식이다. 다른 귀족 가문, 특히 두카스가, 앙겔로스가, 팔레올로고스가와의 결혼을 통해 콤니노스가의 이름은 후기 동로마 세계의 주요 귀족 가문 대부분에 등장한다.